# Philippe Van Dievoet
 (janvier 2024).
- Si vous ne connaissez pas le sujet, laissez ce bandeau (vous pouvez alors contacter les auteurs).
- Si vous supprimez le contenu mis en cause (vous pouvez préalablement contacter les auteurs),

argumentez précisément cette suppression dans la page de discussion
(un manque de référence n'est pas un argument ; une recherche réelle de référence doit avoir été effectuée, être formellement documentée).
 (janvier 2024).
Pour les autres membres de la famille, voir Famille Vandive.
Pour les articles homonymes, voir Van Dievoet.
Sire Philippe Van Dievoet dit Vandive, est un orfèvre et joaillier né à Bruxelles le 9 janvier 1654, baptisé même jour en la collégiale de Sainte-Gudule, et mort à Paris le 1er février 1738 où ses funérailles eurent lieu le lendemain dimanche 2 février 1738 à six heures du soir, en l’église Royale de Saint Barthélemy dans laquelle il fut inhumé.
Le fameux orfèvre Philippe Van Dievoet, bourgeois de Paris, conseiller du roi, officier de la Garde-Robe du roi, syndic général des rentes de l'Hôtel de Ville de Paris et consul de ladite ville, était un des frères du sculpteur Pierre Van Dievoet (1661-1729), dont le nom est cher et familier aux Bruxellois pour être l’un de ceux qui leur ont donné la « plus belle Grand-Place du monde ». Il était frère également de Jean-Baptiste Van Dievoet (1663-1751), important négociant en vins établi à Bruxelles au Marché aux Fromages dans la grande et belle maison appelée « le Dragon » qu’il y avait construite en 1709 sur les ruines de deux immeubles bombardés en 1695.
Il est le père de l'orfèvre Balthazar Philippe Van Dievoet dit Vandive et de Guillaume Van Dievoet (Vandivout) dit Vandive, imprimeur ordinaire du Dauphin.

## Ses débuts

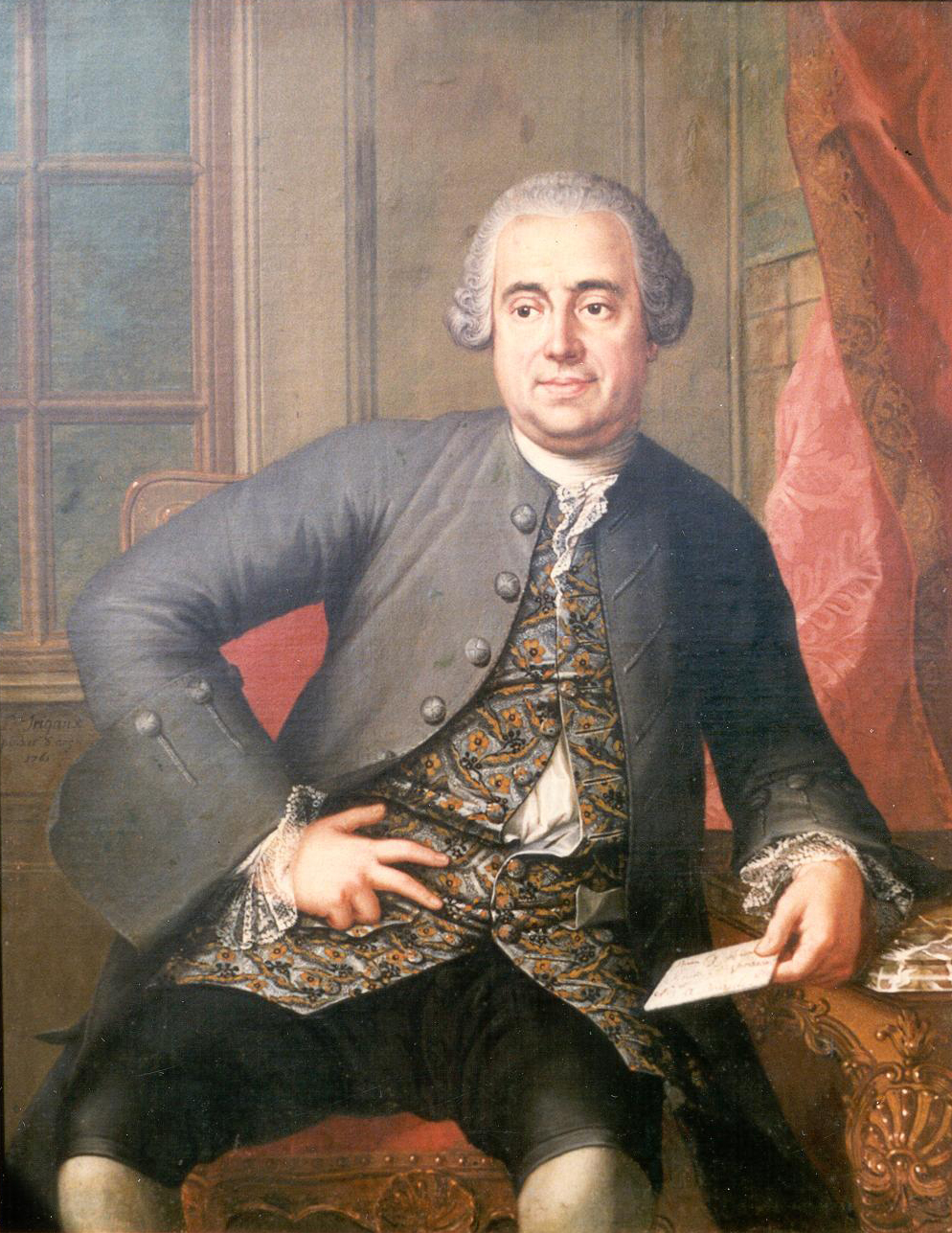
Jean-Baptiste Van Dievoet (1704-1776), époux d'Élisabeth van der Meulen, neveu de l'orfèvre du roi Philippe Van Dievoet dit Vandive (portrait à l'huile par Trigaux, 1761)

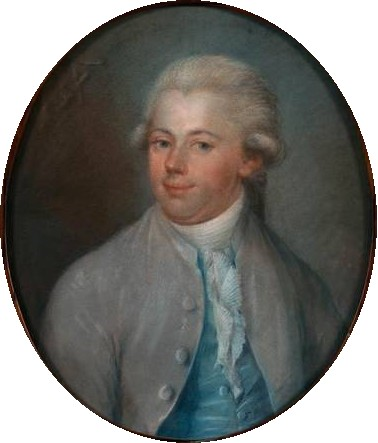
Jean-Baptiste III Van Dievoet (1747-1821), époux d'Anne-Marie Lambrechts, petit-neveu de l'orfèvre du roi Philippe Van Dievoet dit Vandive (portrait au pastel vers 1774)

Philippe Van Dievoet dit Vandive, conseiller du roi, l’un des six officiers de la Garde-Robe du roi, marchand orfèvre et joaillier à Paris, garde du Corps des Orfèvres en 1701, 1702, 1716, grand-garde en 1717, élu consul de Paris en 1721, administrateur de 1733 à 1738 au Grand Bureau des Pauvres de l’Hôpital dit des Petites Maisons, naquit à Bruxelles où il fut baptisé le 9 janvier 1654 à Sainte-Gudule. Il eut comme parrain Philippe Slachmulder, très vraisemblablement son grand-père maternel, et comme marraine Catherine Verhasselt.
Il était le fils d’un bourgeois de Bruxelles, Gilles Van Dievoet, décédé vers 1670, et de Catherine Slachmeulder, épousée à Bruxelles (Notre-Dame de la Chapelle) le 13 novembre 1650, et décédée à Bruxelles le 24 juin 1660. Gilles Van Dievoet, après seulement un peu plus d’un mois de veuvage, se remaria à Sainte-Gudule, le 31 juillet 1660, avec Gertrude Zeevaert, qui mourut elle-même à Bruxelles le 22 juillet 1705, après s’être remariée le 28 août 1672 à l'église Saint-Géry (tt. Joachim Zeevaert et Pierre Van Assche) avec Charles de Lens, bourgeois de Bruxelles, décédé le 16 avril 1701 et enterré dans l'église de Saint-Géry. Il fut donc très jeune, à l’âge de sept ans, orphelin de mère, et un peu plus tard, en pleine adolescence, orphelin de père.
Il alla s’installer à Paris en 1672, à l’âge de dix-huit ans et, après treize ans de séjour, il reçut des lettres de naturalisation en mars 1685, à l’âge de trente et un ans, lettres qui précisent qu’il est obligé de finir ses jours dans le Royaume et de n’être ni agent ni entremetteur d’aucune puissance étrangère.
En France, son nom, d’abord écrit phonétiquement à la française Vandivout est devenu Vandive.
Dans son monumental ouvrage Le Poinçon de Paris, Henry Nocq le mentionne sous la graphie Vandivoust, Vandives ou même Wandive. Lui-même signait Vandive. Selon une ancienne tradition de famille reprise dans une généalogie manuscrite, son nom a été changé en Van Dive par le Dauphin dont il avait été le joaillier.
Nous ignorons tout de ses débuts et des influences qui l’ont poussé à s’établir à Paris. Remarquons d'ailleurs que son frère cadet, le sculpteur Pierre Van Dievoet (1661-1729), dont le talent avait peut-être été remarqué par le futur roi Jacques II qui vécut à Bruxelles de 1678 à 1679, s’établit à Londres vers 1679 sous le règne de Charles II comme le précise Vertue, il avait alors dix-huit ans, et il y resta jusqu'à la révolution de 1688 qui chassa du trône Jacques II, frère de Charles II. C’est ce même événement d’ailleurs qui avait causé le départ d’Angleterre et son retour à Paris de Nicolas de Largillierre (1656-1746), qui était alors encore un peintre anversois. À la même époque se trouvait par exemple à Londres, où la colonie des artistes flamands était alors assez considérable, et qui sont encore mal connus, un autre Bruxellois, le peintre Pierre Van der Meulen (né en 1638), frère du fameux chroniqueur des batailles de Louis XIV, Adam-François Van der Meulen.

## Mariage avec Anne Martinot
Il épousa à Paris en premières noces, Anne Martinot, baptisée le 22 décembre 1663 en l'église Saint-Germain l'Auxerrois et décédée en 1707, fille de l'horloger Balthazar Martinot (1636-1716), valet de chambre-horloger ordinaire de la reine Anne d'Autriche, puis horloger ordinaire du roi, et d’Anne Belon. Anne Belon était fille de Pierre Belon, également valet de chambre-horloger ordinaire de la reine.
Anne Martinot avait une sœur, Catherine Martinot, qui épousa par contrat du 30 août 1699 promettant une dot de 22 000 livres, Antoine Barrois, valet de chambre ordinaire du roi, fils de Claude Barrois, également valet de chambre ordinaire du roi, et de Marie-Marguerite Liebeuf. Ce contrat de mariage fut signé, dans l’ordre, par le roi Louis XIV, Louis, le Grand Dauphin, Louis, duc de Bourgogne, Marie-Adélaïde princesse de Savoie, duchesse de Bourgogne, Philippe d’Anjou et Charles de Berry.
Balthazar Martinot, dit l’aîné, était l’un des plus remarquables horlogers de son temps. Avant l’invention capitale en 1675 par Christian Huygens (1629-1695) du ressort-spiral réglant, Balthazar Martinot, en collaboration avec Blaise Pascal et le duc de Roannez, mit au point en 1660 un système de ressort destiné à réguler le balancier des montres. Ce mécanisme porte toujours en horlogerie le nom de « ressort réglant de Martinot ».
Balthazar Martinot l’aîné était fils de l’horloger Balthazar Martinot le Vieux, (1610-1697) et de Catherine Hubert, fille de l’horloger Noël Hubert (1612-1650), gouverneur du Gros-Horloge de Rouen, et fondateur en cette ville d’une célèbre dynastie d’horlogers. Plusieurs membres de cette famille Hubert, restés huguenots, ont émigré à La Haye, Amsterdam, Genève, Leiden ou Londres.
Balthazar Martinot le Vieux mourut à Paris à 87 ans, quai des Orfèvres, « Aux Balances », qui était le domicile de Philippe Van Dievoet et d’Anne Martinot sa petite-fille.
Philippe Van Dievoet fait baptiser dix enfants à Saint-Barthélemy. Parmi les parrains, les horlogers Martinot, Jean-Baptiste Jouvenet, peintre ordinaire du roi, et son frère le sculpteur Pierre Vandivout (sic). Lors de la mort d’Anne Martinot, il avait cinq enfants tous mineurs. Il donna à chacun de ses enfants en les mariant la somme de vingt mille livres.

## Son second mariage avec Marie-Catherine Lopinot
Philippe Van Dievoet épousa en secondes noces, en 1717, après dix ans de viduité, Marie-Catherine Lopinot, veuve en premières noces du Sieur François Garnier, décédée quai des Orfèvres le 6 décembre 1735, et sœur de Gabriel Lopinot fermier général du duché de Thouars.

## Ses adresses
Philippe Van Dievoet habita à Paris successivement rue de Harlay à l’enseigne des Balances (cité de 1680 à 1693), puis quai des Orfèvres « aux Balances d’Or » (cité en 1697 et en 1702). À sa mort, le 1er février 1738, il habitait toujours quai des Orfèvres « aux Balances », paroisse Saint-Barthélemy. Le 2 février 1738, selon un faire-part, M. Vandives, ancien consul, fut enterré à Saint-Barthélemy. Il a fondé à Paris une messe journalière.

## Son œuvre
En ce qui concerne son œuvre, nous savons que le 23 novembre 1687 il reçut 450 livres pour « deux garnitures de vermeil, qu'il a faites à des vases pour le service de Sa Majesté », mais ces vases ne semblent pas avoir été conservés ou du moins, comme le fait remarquer Michèle Bimbenet-Privat, n’a-t-il pas signé ou marqué d’un poinçon des œuvres provenant de la collection royale Ce fut l’année également de sa réception à la maîtrise « par lettres de cachet du roi ». Le 16 mars 1688 il obtint des lettres patentes en considération des ouvrages qu'il a faits pour le roi. Il est reçu maître par un arrêt du Conseil qui l’autorise à tenir boutique ouverte dans Paris. Il devra faire insculpter son poinçon à la Cour des monnaies. Sa déclaration de poinçon n’a pas été retrouvée dans les archives.
Nicolas de Blégny dans son Livre commode des adresses de Paris pour 1692, au chapitre consacré au commerce des ouvrages d’or, d’argent, de pierreries, et de perles, cite Vandive, habitant alors rue de Harlay, comme ayant un particulier talent pour les petits ouvrages et bijouterie d’or. Il y est cité à côté des orfèvres « Bel, place du College Mazarini, Blanque, rue Dauphine et les frères Sehut, même rue », qui s’identifient comme étant Josias Belle, Jacob Blanques, d’origine allemande plutôt que flamande, Jacques Seheult et son frère Isaac Seheult, ces trois premiers d’origine protestante étaient devenus de « nouveaux convertis », tandis que ce dernier préfèrera bientôt prendre le parti de se réfugier à Londres.
L’on peut se faire une idée de quel genre étaient ces petits ouvrages d’or en lisant l’inventaire après décès de Josias Belle, daté du 25 janvier 1696, soit presque à la même époque que la publication du livre de Nicolas de Blégny (1692). L’on y trouve tout un stock de ces petits ouvrages en or : cure-dents, dés, tabatières, boutons de manchettes, cuillers à café, joncs, boucles de souliers. Ou encore étaient-ils semblables à ces objets découverts en 1700 lors d’une inspection de police dans l’atelier de Jacob Blanques, à l’époque des lois somptuaires : des boîtes et des gobelets en or.
Monsieur, frère unique du roi, avait reçu en cadeau de sa petite fille la duchesse de Bourgogne des bijoux d'or provenant de Seheult et Vandive, tout comme Monseigneur le Grand Dauphin.
L’on sait également qu’il fit toute la vaisselle du Comte Louis de Guiscard (1651-1720), ancien ambassadeur de France en Suède, ainsi qu’un « surtout » pour le diplomate Daniel Cronström (1655-1719), résident suédois en poste à Paris de 1693 à 1719, qui nous parle en ces termes de notre orfèvre dans une lettre datée du 5 avril 1703 faisant partie de la précieuse correspondance qu’il entretenait depuis Paris avec le grand architecte suédois Nicodème Tessin le Jeune (1654-1728), architecte du roi de Suède : « la vaisselle va son train et j’auroi mesme le surtout, mais il ne sera pas de Launay et Baslin, orfèvres du roy aux galleries (sic) du Louvre. Je leur ay offert 1/3 de plus pour la façon du surtout. Voicy leur réponse ; d’eux, il auroit esté du dernier bien, de Vandives qui le fait, il sera bien seulement. C’est celluy qui a fait toute la vaisselle du comte Guiscard ». Comme on le voit, les grands orfèvres Nicolas de Launais (1647-1727) et son beau-frère Claude II Ballin (1661-1754), n’hésitaient pas à déprécier en leur faveur le travail d’un de leurs confrères, auquel ils donnaient un « bien » quand même, se réservant le « très bien » !
Le 7 novembre 1707, il est autorisé à faire un pot de chambre d’argent pour la reine d’Espagne, qui était Marie-Louise-Gabrielle de Savoie (1688-1714), première épouse de Philippe V roi d’Espagne fils de Monseigneur le Grand Dauphin, et qui venait d’accoucher le 25 août 1707 d’un petit prince des Asturies, futur Louis Ier éphémère roi d’Espagne, dont le baptême aura lieu le 12 décembre.
Philippe Van Dievoet dit Vandive était considéré à son époque comme étant un « fameux orfèvre » pour reprendre l’expression de Dangeau, il était également un des principaux fournisseurs de la cour. Selon une tradition conservée dans sa famille à Bruxelles, il était joaillier du Dauphin. Ce qui est confirmé par les archives. Il fut en effet officier de la Garde-Robe du Roi, recruté pour le service du Dauphin, de 1680, il avait vingt-six ans, jusqu’à la mort de Monseigneur en 1711. Selon Michèle Bimbenet-Privat, il doit son intégration au groupe des orfèvres royaux à la protection de son beau-père, l’horloger Balthazar Martinot, qui fut, en effet, lui-même horloger du roi, mais qu’il ne faut pas confondre avec son frère Claude Martinot qui fut valet de chambre horloger du roi logé aux Galeries du Louvre, ni avec son cousin l’horloger Henri Martinot (1646-1725), horloger du roi, logé également aux galeries du Louvre. Le département de la Garde-Robe formait un des vingt-deux départements de la Maison Civile de Louis XIV, il était dirigé par un Grand Maître et par six officiers. Depuis 1672 le Grand Maître était un proche ami du roi, le duc François de La Rochefoucault (1634-1714), fils du mémorialiste.
Monseigneur le Grand Dauphin (1661-1711) avait commencé à collectionner vers 1681, il avait alors vingt ans, et outre les porcelaines, il appréciait particulièrement les gemmes. Prince affable, généreux, fin et cultivé, il fut le personnage le plus populaire de la famille royale. Comme le dit François Bluche, il est regrettable que ce Dauphin si doué, si aimé, mort prématurément, n’ait pu succéder en 1715 à son père. Il eût été le meilleur des rois. Monseigneur le Dauphin avait d’ailleurs également des liens étroits avec Bruxelles, puisque son épouse, Marie-Anne-Christine de Bavière (1660-1690), n’était autre que la sœur de Maximilien-Emmanuel de Bavière (1662-1726), gouverneur général des Pays-Bas, et important acteur de la reconstruction de Bruxelles après le bombardement de 1695. Les Bruxellois reconnaissant avaient placé sa statue, d’abord de pierre puis de bronze, sur le faîte de la maison de la Grand-Place appelée « l’Arbre d’Or », dont la façade avait été ornée de sculptures par Pierre Van Dievoet. D’ailleurs le grand projet avoué de Maximilien-Emmanuel de Bavière était-il d’obtenir la couronne royale des Pays-Bas dont Bruxelles, destinée à devenir la plus belle ville du monde, aurait été la splendide et florissante capitale. Maximilien-Emmanuel de Bavière avait lui aussi, de par son lien de parenté, de nombreux contacts avec Paris. Aussi, la paix étant revenue après le traité de Ryswick en 1697, s’adressa-t-il à Laurent Danet, un grand marchand-mercier parisien, un des principaux fournisseurs du roi en vases de pierre dure et d’objets exceptionnels qui disposait d’un réseau international particulièrement efficace, et qui semble avoir eu une succursale à Bruxelles, pour y meubler à neuf son palais de gouverneur. Il lui acheta des meubles, une pendule de vermeil, un vase de jade, des tableaux, des bronzes, des porcelaines, des laques, des girandoles, des lustres et des bijoux. Cette pendule en vermeil, vendue en 1698 à Maximilien-Emmanuel de Bavière, est toujours conservée à la « Schatzkammer » du Musée de la Résidence à Munich (inv. 729). Cet objet splendide, en argent doré et or massif, orné de rubis et de diamants, est signé pour le mécanisme « Martinot aux Galleries (sic) du Louvre ». Il s’agit là de la signature habituelle de l’horloger Henri Martinot (1646-1725), directeur des Horloges de toutes les Maisons Royales, époux d’Élisabeth Girardon fille de l’illustre sculpteur le chevalier François Girardon (1628-1715). Le boîtier est signé du poinçon du maître-orfèvre Josias Belle (baptisé au temple de Charenton le 29 avril 1628, décédé à Paris en 1696). Un bas relief en or représentant la victoire de Maximilien-Emmanuel sur les Turcs lors de la bataille de la Save en 1688, y a été ajouté par la suite. Le nom de l’orfèvre en est inconnu et Josias Belle n’en est certainement pas l’auteur. Ne pourrait-on penser ici à l’œuvre d’un orfèvre parisien qui aurait eu à la fois des liens avec Bruxelles où Maximilien-Emmanuel était gouverneur, et avec la famille des fameux horlogers Martinot ? Nous pensons bien sûr ici à Philippe Van Dievoet.

## Son entourage
Les archives nous montrent qu’il était un proche du célèbre peintre Jean Jouvenet. Celui-ci comme on l’a vu plus haut, fut parrain d’un de ses enfants, et également, le 12 octobre 1686 Anne Martineau (sic) femme de Philippe Vandivoust (sic) devint marraine de Jean-Baptiste-Antoine Jouvenet, fils du peintre Jean Jouvenet et de Marie Baronneau son épouse, laquelle est fille de Louis Baronneau, un grand horloger travaillant dans la cour du Palais, officier de la reine Marie-Thérèse et sœur de Jean-Louis Baronneau, horloger de la Reine.
Le 2 février 1687, Philippe Vandivout, est parrain à Saint-Barthélemy de Philippe Dubourg, fils de l'orfèvre Michel Dubourg.
Le 22 août 1688, Philippe Vandivout fut parrain de Philippe Bingant, fils de Salomon, maître orfèvre à Paris. Philippe fut baptisé le 22 août 1688, à l'église Saint-Barthélémy.
Le 28 juillet 1692, Philippe Van Divout, cité comme « orfèvre de Monseigneur », est témoin du mariage à Saint-André des Arts, de l'orfèvre Jean Royel avec Marguerite Barbe Cordier, fille du graveur et géographe Louis Cordier et de Geneviève Michu. Parmi les autres témoins figurent Jean-François Louis Cordier, dessinateur de l'Académie et Alexis-Hubert Jaillot, géographe du roi.
Le 8 octobre 1692, Philippe Vandivout cité comme « orfèvre de Monseigneur le Dauphin » est témoin du mariage de l’orfèvre Claude de Drisfald avec Anne Gaillard, la veuve de l’orfèvre François de Coomans dont le nom francisé était François Commences.
Le 23 février 1695, Philippe Vandives « joaillier du roi » est parrain de François Philippe de Lens né Quai des Orfèvres, l’un des enfants de l’orfèvre François de Lens marié à Catherine Lemoine, fille du peintre Jean-Baptiste Lemoine. Cet orfèvre François de Lens est le petit-fils de l’orfèvre bruxellois Guillaume de Lens (1588-1637) et de Marie van Opstal (1588-1655), et le fils de Jean de Lens, né à Bruxelles en janvier 1616 et décédé le 13 août 1689 à Paris, « orfèvre ordinaire de Monsieur d’Orléans frère unique du roi » cité en 1636 comme demeurant au prieuré Saint-Denis-de-la-Chartre, qui épousa le 9 février 1643 Catherine Zwelinck, fille du graveur Jean Zwelinck et de Catherine Moncornet. Parmi les témoins à ce mariage figure Alexandre de Coemans « Directeur de la Manufacture des tapisseries du roi », manufacture dont l’origine remonte à l’établissement fondé dès 1601 par Marc de Coomans et François Van der Planken. Remarquons que la famille Moncornet était une famille de graveurs et de tapissiers bruxellois bien connue. Parmi les parrains et marraines des enfants de Jean de Lens et de Catherine Zwelinck, figure en 1647 sa mère Marie Van Opstal (1588-1655), veuve de Guillaume de Lens (1588-1637), maître orfèvre de Bruxelles. Peut-être ce Guillaume de Lens est-il parent de Charles de Lens qui épousa à Bruxelles Gertrude Zeevaert veuve de Gilles Van Dievoet ? Marie Van Opstal était la sœur du grand sculpteur parisien d’origine bruxelloise Gérard Van Opstal (vers 1594-1668), un des fondateurs de l’Académie Royale des Beaux-Arts de Paris.
Le 24 février 1696, il est témoin au mariage de Marthe De Bordeaux avec l'orfèvre Laurent Meulemans, fils de feu Pierre Meulemans orfèvre à Bruxelles, et de Marie Moeremans.
Ces parrainages nous montrent que Philippe Van Dievoet était en relations étroites avec ses compatriotes bruxellois de Paris.
Les Vandive de Paris n’ont pas non plus oublié Bruxelles et ont longtemps conservé des contacts familiaux et d’affaires avec leurs frères et cousins restés en cette ville, comme le montrent les divers actes publiés en annexe. Philippe Vandive était ainsi présent à Bruxelles le 20 août 1714, comme on peut le lire dans les registres du notaire Pilloy : « Ce jourdhuy vingtième d'août 1714 par devant moy Jean Pilloy notaire royal resident a Bruxelles, et les temoins sousnommez, fut present Sr. Philippe Vandive Conseiller du Roy sindic general des Rentes de l’hotel de ville de Paris demeurant ordinairement en ladite ville de Paris estant de present en cette ville de Bruxelles ».

## La guérison miraculeuse d'Anne le Franc
En tant qu'ancien administrateur de la Confrérie du Très-Auguste Saint Sacrement de l'Autel, érigée en l'église Royale et paroissiale de Saint Barthélmy, Philippe Van Dievoet (Vandive) témoigna le 28 novembre 1730 concernant la guérison de Anne le Franc, miracle attribué au diacre Paris.

## Anoblissement
Philippe Van Dievoet dit Vandive en tant qu'officier de la Garde-Robe du Roi jouissait de la noblesse personnelle permettant le qualificatif d'écuyer, durant l'exercice de sa charge de 1680 jusqu'en 1711.

## Ses enfants
Philippe Van Dievoet eut de son épouse Anne Martinot décédée en 1707, fille du fameux horloger Balthazar Martinot (1636-1716), onze enfants tous baptisés en l'église Royale de Saint Barthélemy, dont cinq étaient encore en vie et encore mineurs lors du décès de leur mère, et qui suivent.
Philippe Van Dievoet avait ensuite épousé en secondes noces, en 1717, après dix ans de viduité, Marie-Catherine Lopinot, veuve en premières noces du Sieur François Garnier, décédée quai des Orfèvres le 6 décembre 1735, et sœur de Gabriel Lopinot fermier général du duché de Thouars, dont il n'eut pas d'enfants.

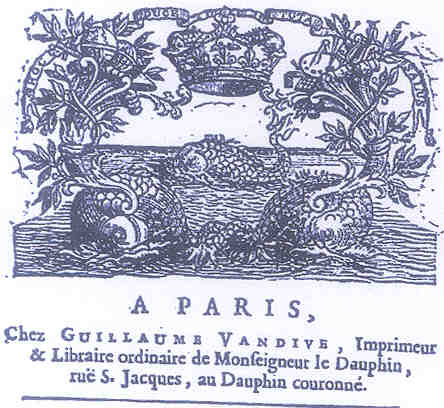
Marque typographique de Guillaume van Dievoet dit Vandive, imprimeur libraire de Monseigneur le Dauphin, avec sa devise personnelle : « HOC DUCE TUTA SALUS », 1704.

1) Catherine Vandivout dit Vandive, née vers 1677 et morte en septembre 1685, paroisse Saint-Barthélemy.
2) Guillaume Vandivout dit Vandive, fils aîné, né le 22 novembre 1680 à Paris et décédé en 1706 après onze mois de mariage, imprimeur libraire de Monseigneur le Dauphin, reçu maître en décembre 1701 par ordre du Dauphin, après avoir été en apprentissage d’avril 1697 à avril 1701 chez Jean Ier Boudot. Il épousa à Paris en 1705, Éléonore Le Prieur. Il était installé rue Saint-Jacques à l’enseigne «Au Dauphin couronné ». Guillaume Vandive et Eléonore Le Prieur eurent  :
a) Charlotte-Eléonore Vandive qui épousa Mr. Jean-François-Claude Beau, sr. de la Passutière, Procureur au Parlement de Paris, né le 8 août 1695 et décédé le 8 mars 1743 (laissant trois enfants mineurs, Léonore-Charlotte Beau, Nicole Denise Beau, mariée jeune, et Jean-François-Claude Beau).
3) Sire Balthazar Philippe Vandive, grand garde du Corps des Orfèvres en 1736, 1737, consul de Paris en 1739, né le 10 août 1683 à Paris, décédé rue des Lavandières, enterré le 19 juin 1749, funérailles à Saint-Germain-l'Auxerrois, épousa à Paris le 7 avril 1711, Françoise-Edmée de La Haye, née en 1682 et décédée en décembre 1754, fille de Pierre de la Haye, marchand orfèvre joaillier et graveur de sa majesté et de Marie Madeleine Masse, petite fille de François de La Haye, orfèvre et de Catherine Desécouttes, arrière-petite-fille de Louis de La Haye, orfèvre de la Maison du roi et de Marguerite Boucher, ce dernier étant fils de Jean de La Haye, seigneur d'Icy.
Balthazar Philippe Vandive habita de 1705 à 1748, au n°50 actuel du quai des Orfèvres, à la « Garde Royale », avant de s'installer à la fin de sa vie, en 1748, rue des Lavandières auprès de son fils Nicolas Félix Vandive, Greffier de l'audience du Conseil du Roi, où il mourut en juin 1749 et fut enterré le 19 juin 1749. Les Affiches de Paris, nous apprennent que le 19 juin 1749, eut lieu l’enterrement de Balthazar-Philippe Vandives, ancien consul, décédé rue des Lavandières. Le 11 juillet 1749 les gardes le déclarent décédé.
4) Henry Vandivout dit Vandive, né le 6 septembre 1684 à Paris.
5) Marie Catherine Vandivout dit Vandive, née le 23 novembre 1685 à Paris décédée en sa maison rue Saint-Jacques en 1719, funérailles  le lundi 11 septembre 1719  en l’église Saint-Sévérin, épousa par contrat du 21 novembre 1717, Jacques Henry Pralard, imprimeur libraire décédé le 29 mars 1749, troisième fils et successeur du libraire André Pralard. Reçu maître le 7 nov. 1713. Il vend son fonds à Jean-Joseph Barbou en janvier 1743. Encore en activité en 1748, il se serait retiré peu avant sa mort (mars 1749)  (Devise : Inimicos Virtute superabis).
6) Pierre Vandivout dit Vandive, né le 11 août 1687 à Paris décédé le 11 février 1732.
7) François Vandivout dit Vandive, né le 7 mai 1688 à Paris.
8) Jean-Baptiste Vandivout dit Vandive, né le 6 avril 1689 à Paris décédé le 30 août 1719 à Marly-le-Roi.
9) Marie-Anne Vandivout dit Vandive, née le 18 septembre 1691 à Paris épouse par contrat du 18 novembre 1709, Jean-François André, marchand drapier, bourgeois de Paris, consul de Paris en 1732, juge en 1740, demeurant, rue des Bourdonnais devant la rue des Mauvaises-Paroles, paroisse Saint-Germain l'Auxerrois. Ils eurent huit enfants, Jean-Philippe, Marie-Anne-Catherine, Jeanne-Claire, Marie-Madeleine, Marie-Jeanne, Edmée-Josèphe, Jean-François-Guillaume et Élisabeth André, tous mineurs lors du décès de leur mère en 1726 et ayant comme subrogé tuteur leur oncle Balthazar-Philippe Vandive.
10) Nicolas Félix Vandivout dit Vandive, né le 3 janvier 1693 à Paris, marchand orfèvre joaillier, bourgeois de Paris, il fut garde (doyen) du Corps des Orfèvres, en 1727, 1728, 1729, en 1756 il remet son poinçon, meurt en 1764. Il avait épousé en premières noces par contrat du 28 septembre 1718, Dlle. Aymée Jeanne Peyrard, décédée en 1723. Il épousa en secondes noces à Paris (contrat du 3 septembre 1730) Françoise Marguerite Lepape qui testa le 6 novembre 1780, et mourut en 1781, rue Saint-Jean de Beauvais, et fut enterrée le 1er juillet 1781, fille de Jean-Baptiste Le Pape, marchand joaillier, bourgeois de Paris, et de Catherine Gonnet,, demeurants rue de la Vieille Joyallerie, fille de feu Charles Gonnet, marchand bourgeois de Paris, et de Claude Flament. Nicolas Félix Vandive, marchand orfèvre joaillier à Paris, demeurait en 1750, rue du Marché Pallu, paroisse Saint-Germain-le-Vieil. Il eut de sa première épouse :
a) Aymée Magdeleine Vandive
11) Madeleine Vandivout dit Vandive, décédée en décembre 1719, épouse par contrat du 23 mai 1718 Christophe II David, né en 1682 et mort le 25 novembre 1741, imprimeur-libraire rue Saint-Jacques, puis rue de la Harpe à l’enseigne « Au Nom de Jésus ». Reçu libraire en 1713 et imprimeur en juillet 1723, fils de Michel David (vers 1656-1719), imprimeur-libraire quai des Augustins, à l’enseigne « À la Providence » ; petit-fils de Denis David. La famille David, était une importante famille d'imprimeurs parisiens du Grand Siècle, dont le nom reste attaché à la publication de l'Encyclopédie de Diderot et de D'Alembert.

## Sa postérité
Philippe Van Dievoet dit Vandive était le grand-père de Nicolas Félix Vandive, greffier au Grand Conseil, greffier de l'audience du Conseil du Roi, avocat au Parlement de Paris (cité en 1761), conseiller notaire et secrétaire Maison et Couronne de France. Ce fut ledit Nicolas Félix Vandive qui lors de la dernière maladie du roi Louis XV fut envoyé le dimanche 1er mai 1774 par le Parlement de Paris pour aller s'enquérir de la santé du roi, comme nous l'apprend en son journal le libraire parisien Siméon-Prosper Hardy : « La nouvelle cour du Parlement n'avoit pas manqué, suivant l'usage ordinaire, de députer le nommé Vandive, l'un des premiers principaux commis au greffe de la Grand Chambre et de ses notaires secrétaires, pour aller à Versailles savoir des nouvelles de la santé du Roi. Mais ce secrétaire ne pouvoit rendre compte de sa mission à l'inamovible compagnie que le mardi suivant, attendue la vacance accoutumée du lundi 2 mai. »